# Montreal Screwjob

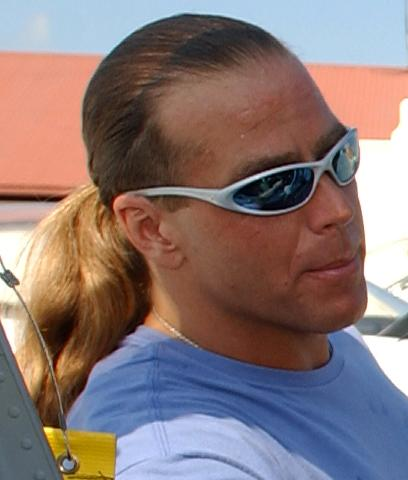
Shawn Michaels, uitdager voor het WWF World Heavyweight Championship, in 2006

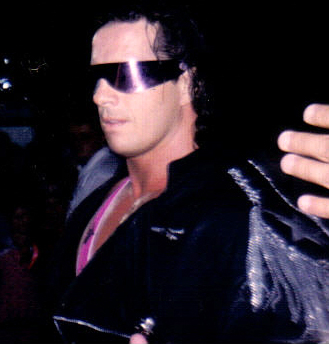
Bret Hart, toen regerend WWF World Heavyweight Champion, in 1994

De Montreal Screwjob was een incident in het professioneel worstelen dat plaatsvond op 9 november 1997, tijdens de pay-per-view WWF Survivor Series van dat jaar. In de meest geanticipeerde wedstrijd van Survivor Series stonden WWF World Heavyweight Champion Bret Hart en zijn uitdager alsmede WWF European Champion Shawn Michaels tegenover elkaar. Het was de laatste wedstrijd van Hart in de toenmalige World Wrestling Federation (WWF), maar deze was controversieel. De naam "Montreal Screwjob" verwijst naar de plaats waar de feiten zich afspeelden: het Molson Centre, tegenwoordig Bell Centre, in Montreal (Quebec), Canada. De term screwjob is een schertsende referentie naar een shoot job, een wedstrijd waarin een worstelaar voorbedachtelijk het script van een wedstrijd negeert.
Bret Hart zou in december 1997 de WWF verlaten, na een korte opzegtermijn. Hart maakte een roemruchte overstap naar de grote concurrent van de WWF, de World Championship Wrestling (WCW), dat in het verleden al enkele populaire worstelaars van de federatie had afgesnoept, onder wie Randy Savage, Ric Flair, Scott Hall (Razor Ramon) en Kevin Nash (Diesel). Hart was toen een van de populairste worstelaars in de WWF en bij uitbreiding wereldwijd. Hart wilde op de best mogelijke manier afscheid nemen van de fans van de WWF, maar WWF-eigenaar Vince McMahon blokkeerde dat moedwillig en verdraaide - naar een idee van Michaels - het vooraf bepaalde resultaat van de wedstrijd. Shawn Michaels ontfutselde Hart het kampioenschap, hoewel dit niet was gepland.
McMahon, zijn assistent Sgt. Slaughter, producenten Pat Patterson en Gerald Brisco, Shawn Michaels, diens boezemvriend Paul Levesque - alias Triple H - en scheidsrechter Earl Hebner werden beschuldigd van het achterhouden van informatie, wedstrijdmanipulatie en het boycotten van Hart, die anno 2021 volhoudt nooit op de hoogte te zijn geweest van Vince McMahons plannen.
Een gedegoûteerde Bret Hart keerde de WWF met onmiddellijke ingang de rug toe, een maand eerder dan ingecalculeerd. Het incident behelsde tevens het definitieve einde van Harts groep The Hart Foundation. "Montreal Screwjob" wordt binnen de worstelwereld en zijn cultuur vaak gezien als een onverbloemde inbreuk op kayfabe, anders geformuleerd "de fictieve aard" van professioneel worstelen als zijnde sportentertainment.

## Aanleiding

### Vertrek van Bret Hart

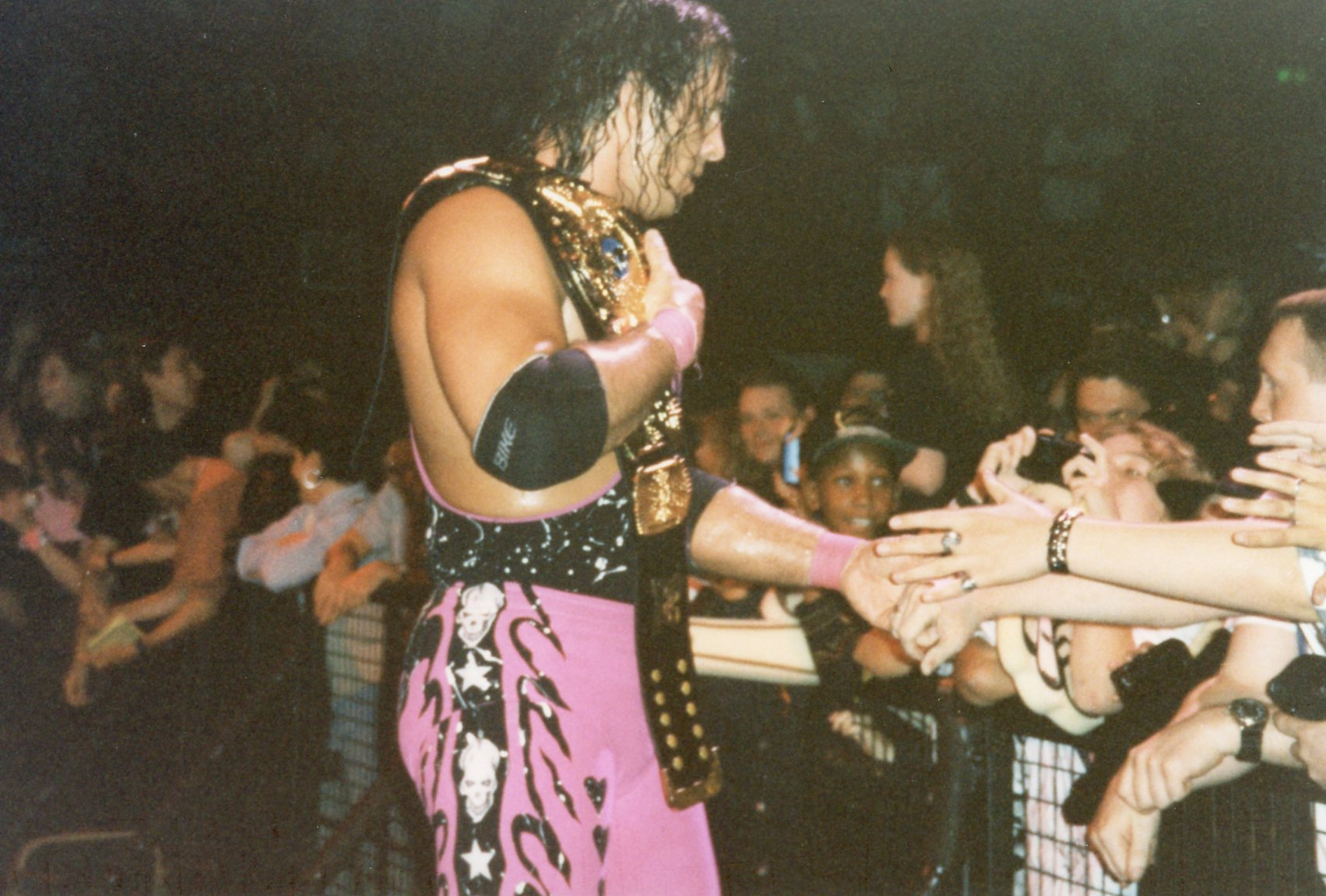
Bret Hart, hier als WWF World Heavyweight Champion in 1994, besliste de WWF te verlaten

Bret Hart was een veteraan van de WWF en begon er zijn carrière in de jaren tachtig als één helft van het tag team The Hart Foundation naast zijn zwager Jim Neidhart. Nadat het team twee keer het World Tag Team Championship bemachtigde, werd Hart enorm populair als individuele worstelaar in de jaren 1990. Hij won tussen 1991 en 1997 eerst tweemaal het WWF Intercontinental Heavyweight Championship en vervolgens vijf keer het WWF World Heavyweight Championship. Hart nam een pauze na WrestleMania XII, waarna hij onderhandelde over zowel een verlengd verblijf in de WWF als een aanbod van zijn rivaal, World Championship Wrestling (WCW). In oktober 1996 weigerde Hart een aanbieding van drie jaar en $ 8,9 miljoen van de WCW, en hij koos in plaats daarvan voor een 20-jarige overeenkomst zonder weerga die Vince McMahon hem had aangeboden. McMahon beloofde van Hart de best betaalde worstelaar in de WWF te maken, en beloofde hem een belangrijke rol in het management van de onderneming na een eventueel afscheid als worstelaar. Zowel Hart als de WWF zagen het contract als een uiting van wederzijdse loyaliteit.
In 1997 kreeg de WWF af te rekenen met zware financiële problemen als gevolg van de stevige concurrentie van de WCW, dat gestaag de grootste professioneel worstelpromotie in de Verenigde Staten was geworden. Het wist meerdere worstelaars uit de WWF te strikken aan de hand van zeer lucratieve contracten. Tegelijkertijd was McMahon van plan om de WWF om te vormen tot een beursgenoteerde onderneming, een beweging die hem vereiste financiële verplichtingen op lange termijn te minimaliseren.
McMahon was er heilig van overtuigd dat hij de juiste keuze had gemaakt door Hart terug in competitie te halen, wat Hart zelf ervan weerhield zich in 1996 bij de WCW aan te sluiten. De monetaire problemen van de WWF waren echter nog nooit zo groot geweest. McMahon begon de uitbetaling van Harts loon op te schorten, doch maakte insinuaties dat de WWF amper het hoofd boven water kon houden hardvochtig met de grond gelijk. McMahon bekeek de toekomstplannen van de WWF en die toekomst zag hij naast Shawn Michaels in Hunter Hearst Helmsley, Stone Cold Steve Austin en The Undertaker, wat later bekend kwam te staan als het Attitude Era. McMahons plannen omvatten veel gevestigde worstelaars, maar Hart was daar niet bij. Als zodanig moedigde McMahon Hart aan om de spaak gelopen onderhandelingen met de WCW te heropenen.
Hart overwoog een nieuw aanbod van toenmalig WCW-eigenaar Eric Bischoff, maar zou nog geen beslissing nemen. Hart had nadien een diepgaand gesprek met McMahon over toekomstige ideeën aangaande zijn personage, maar was teleurgesteld toen McMahon zijn ideeën flauwe suggesties vond. Hart erkende vanaf deze periode dat zijn carrière werd gesaboteerd door nationalistische veranderingen in zijn personage, gezien de spanningen tussen de Verenigde Staten en Canada. In de loop van het jaar bekritiseerde Hart regelmatig de Verenigde Staten en beschouwde het als inferieur aan Canada, waarmee hij zich de woede van het Amerikaanse publiek op de hals haalde en de harten van Canadese fans veroverde. Dit bood Hart noch enig perspectief als face (held) noch als heel (slechterik). Hart was tevens niet te spreken over het voorstel van McMahon om meer controversiële onderwerpen te introduceren, die de WWF later in zijn Attitude Era zou opnemen.
Ervan overtuigd dat de toekomstplannen van McMahon zonder hem zouden doorgaan, nam Hart ontslag bij de WWF. Hij sloot dan toch een overeenkomst met de WCW, dat hem op 1 november 1997 een salaris van $ 3 miljoen per jaar had aangeboden. McMahon maakte zich zorgen over de mogelijkheid dat Hart de WCW zou ingaan als WWF World Heavyweight Champion. Strikt genomen wilde McMahon niet dat het WWF World Heavyweight Championship te zien zou zijn in WCW, wat echter een voorwaarde was die Hart had gesteld. Hart vroeg McMahon of hij zou worden bespot als hij naar WCW ging, zoals dit reeds was gebeurd met andere worstelaars die de overstap maakten van de WWF naar de WCW. Harts nakende overstap naar de WCW creëerde een gespannen sfeer. 

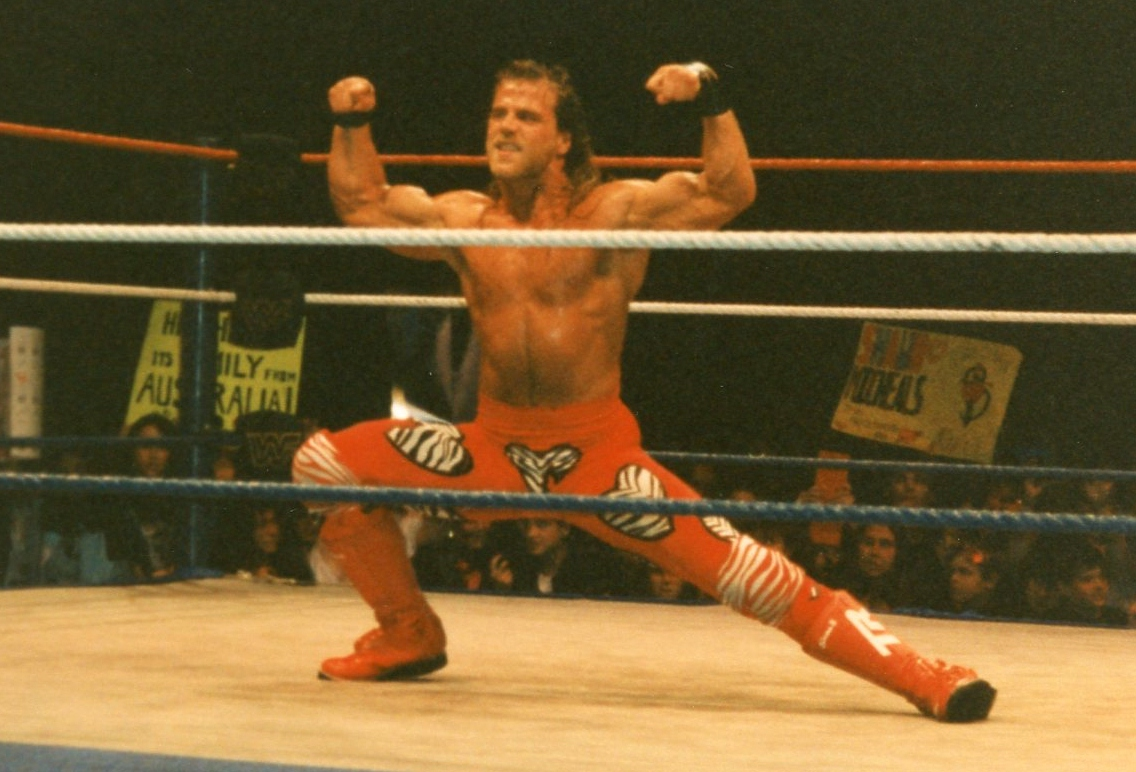
Shawn Michaels werd in oktober 1997 de uitdager van Bret Hart

Harts kersverse WCW-contract zou in voege treden op 5 december 1997, een maand na Survivor Series, dat in Montreal zou worden gehouden. Shawn Michaels, samen met Hunter Hearst Helmsley de leider van de groep D-Generation X, was voorzien in een titelwedstrijd met Hart. Hart won het WWF World Heavyweight Championship bij het evenement SummerSlam in augustus 1997. Shawn Michaels was toen gastscheidsrechter, omdat hij aan de kant stond met beginnende rugklachten. Een week voorafgaand aan Survivor Series sloot Hart, die sinds 1984 onafgebroken voor de WWF had opgetreden, de bewuste overeenkomst met de WCW. Hij zou daar voor onbepaalde duur aan de slag gaan, te beginnen in december 1997. McMahon probeerde te voorkomen dat Hart zou vertrekken als kampioen, maar Hart was niet bereid de titel af te staan aan Shawn Michaels - met wie hij reeds een lange vete had, zowel op het scherm als ernaast - bij het evenement Survivor Series in zijn thuisland Canada.
Hart, Michaels en McMahon kwamen tot een overeenkomst waarbij de wedstrijd bij het evenement Survivor Series zou eindigen met een diskwalificatie, dewelke normaal gesproken zou resulteren in het behouden van de titel door Hart. In eerste instantie zou Hart het kampioenschap op een later tijdstip verliezen - meer dan waarschijnlijk de eerstvolgende In Your House-pay-per-view begin december. Een latere datum bleek alsnog niet haalbaar, rekening houdende met Harts contractuele verplichtingen. De verhaallijn tussen Bret Hart en Shawn Michaels op zich startte nadat Michaels de belangrijkste pretendent werd voor Harts WWF World Heavyweight Championship, wat tot stand kwam toen Michaels The Undertaker vloerde in de allereerste Hell in a Cell match bij het evenement Badd Blood: In Your House op 5 oktober 1997. In de daaropvolgende afleveringen van het programma Raw is War, beledigde Hart zowel Michaels als diens partner Hunter Hearst Helmsley, gevolgd door beledigingen aan het adres van Vince McMahon. Michaels interrumpeerde later een van Harts wedstrijden met Helmsley, wat het vuur tussen beide kemphanen almaar aanwakkerde.

## Uitvoering van deScrewjob

### Voorbereiding en oorspronkelijk plan

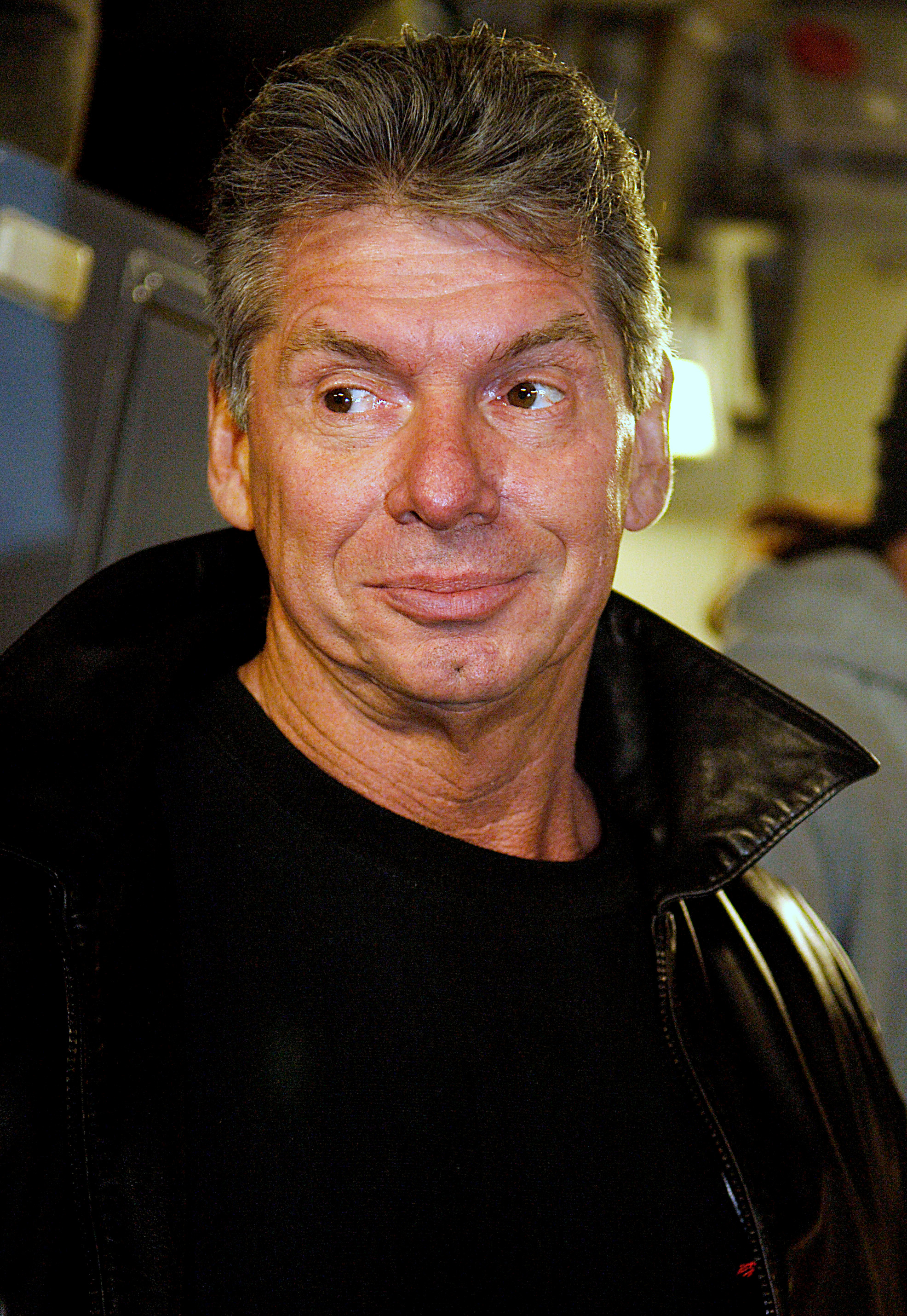
Vince McMahon, eigenaar van de toenmalige World Wrestling Federation (WWF)

Op 8 november 1997, een dag voor Survivor Series, spraken Vince McMahon, Pat Patterson en Shawn Michaels met elkaar af in een hotelkamer in Montreal en planden de screwjob. Het is onduidelijk hoeveel mensen exact wisten van de naderende boycot, maar McMahons assistenten Gerald Brisco en Sgt. Slaughter waren zeker betrokken bij de voorbereiding. Jim Ross, de vaste commentator bij wedstrijden van de WWF, heeft altijd hardnekkig volgehouden dat hij niet wist dat de screwjob effectief zou plaatsvinden, hoewel velen - waaronder Bret Harts familie - dachten dat Ross erbij betrokken was. In een radio-interview bevestigde Ross ook dat zijn collega Jerry Lawler evenzeer niet wist dat de screwjob zou plaatsvinden.
Hart en Michaels ontmoetten Pat Patterson om het initiële wedstrijdplan te bespreken, waarbij Hart ermee instemde Michaels toe te staan hem in de Sharpshooter-submissionbeweging te houden op een moment dat de scheidsrechter buiten bewustzijn zou zijn, zoals Patterson suggereerde. De rest van de wedstrijd was zo gepland dat Hart Michaels' voet zou grijpen en hem daarna zou omkeren, waardoor Michaels in Harts Sharpshooter-submissionbeweging zou terechtkomen. Michaels zou zich onderwerpen aan Harts submission, maar scheidsrechter Earl Hebner zou nog steeds buiten bewustzijn verkeren. Hart brak de greep op om de scheidsrechter te doen herleven.
Volgens het oorspronkelijke script raakte Michaels Hart met zijn afwerkingsbeweging, de Sweet Chin Music Superkick, en leidde een pinfall in voor een hypothetische overwinning van Michaels. Een tweede scheidsrechter zou dan naar de ring rennen met Harts broer Owen en zwagers Jim Neidhart en Davey Boy Smith in zijn kielzog. De tweede scheidsrechter zou de telling - conform het jargon een pinfall of three count - beginnen, maar Owen en The British Bulldog zouden de pinfall verbreken en Harts wedstrijd redden. De oorspronkelijke scheidsrechter, Earl Hebner, zou dan langzaam het bewustzijn terugvinden en de telling maken, maar Hart zou in de wedstrijd blijven. Hart en Michaels zouden nog eens vijf minuten doorgaan met vechten, wat uiteindelijk zou resulteren in een diskwalificatie. Michaels gaf jaren later in een interview toe dat de praxis voor het verdraaide slot van de wedstrijd een eigen ingeving was, en dus niet het idee van McMahon of producenten Patterson en Brisco.

### RealisatieMontreal Screwjob
Zover kwam het echter nooit. Owen Hart, Jim Neidhart en Davey Boy Smith hebben nooit hun opwachting gemaakt, hoewel zij wel degelijk aanwezig waren backstage, klaar om hun act op te voeren. Een uur voor aanvang - voorafgaandelijk aan de confrontatie tussen de groep The Nation of Domination en het team van The Legion of Doom, Ken Shamrock en Ahmed Johnson - werd Vince McMahons mening gevraagd inzake het ophanden zijnde treffen tussen Hart en Michaels. Interviewer Michael Cole wilde weten wie McMahon als winnaar tipte. Hij klonk toen geheimzinnig en repliceerde, na schijnbaar even te hebben nagedacht: "I don't know...".

Het is van het grootste belang dat onze fans een wedstrijd te zien krijgen die al veel eerder had kunnen plaatsvinden. Dit ging telkens niet door om uiteenlopende redenen. Hopelijk blijven we daar nu van gespaard en zijn de fans hier in Montreal getuige van een uitzonderlijke wedstrijd tussen de twee grootste WWF-superstars uit de geschiedenis.
— Nederlandse vertaling van een passage uit het interview met Vince McMahon door Michael Cole, een uur voor de wedstrijd.

Tijdens de wedstrijd zelf werd een deel van het oorspronkelijke plan wel degelijk uitgevoerd, maar naarmate de climax naderde hing er een vreemde sfeer en Hart werd achterdochtig. Toen het gevecht zich even buiten de ring afspeelde, werden beide worstelaars omringd door steeds meer WWF-functionarissen. Hart kreeg in de gaten dat McMahon niet aanwezig was bij de presentatoren om commentaar te leveren bij de wedstrijd en zag ook dat Sgt. Slaughter, McMahons (fictieve) rechterhand, broederlijk naast hem stond. Niettemin ging de wedstrijd door.
Zoals gepland duwde Michaels scheidsrechter Earl Hebner voor zich uit toen Hart van de bovenste spanschroef sprong. Michaels, Hart en Hebner gingen tegen de grond. Michaels en Hart stonden allebei op, maar Michaels raakte Hart in het oog en werkte hem opnieuw tegen het canvas. Michaels greep Harts benen om een Sharpshooter-submissionbeweging uit te voeren. Op dat moment verkreeg men instructies om Hebner te laten opstaan, maar Hart merkte niets verkeerds. Mike Chioda, de scheidsrechter die naar de ring moest rennen nadat Hebner ten val was gekomen, riep terug dat Hebner nog niet zou zijn opgestaan. Pat Patterson reageerde op een vergelijkbare manier en Owen Hart, Jim Neidhart en Davey Boy Smith, die wachtten op hun aanwijzingen om naar binnen te rennen, bleven backstage in een staat van verwarring.
Veel fans hebben Michaels een verdachte blik zien werpen op Hebner toen hij Hart in de Sharpshooter plaatste, wat volgens sommigen het bewijs was dat Hebner meedeed aan het plan. In tegenstelling tot hun afgesproken plan, weigerde Michaels zijn been toe te reiken aan Hart zodat die gemakkelijk uit de greep kon ontsnappen. Hart tikte logischerwijs niet uit en gaf dus nooit op, maar op dat moment kwam Hebner overeind, keek naar tijdwaarnemer Mark Yeaton en verzocht op bevel van McMahon de wedstrijd te beëindigen. Michaels won de wedstrijd via submission. Hart realiseerde zich meteen dat hij werd beduveld en staarde enkele seconden naar de grond, met handen in de zij. Men was daarna live getuige van hoe Hart verbouwereerd in het gezicht van McMahon spuugde. Michaels verliet de arena met Brisco en Hunter Hearst Helmsley. Het uitzendsignaal werd bijna onmiddellijk afgebroken nadat Michaels was vertrokken, met als laatste beeld een close-up van het Survivor Series-logo boven de toegangsweg naar de ring.

## Nasleep

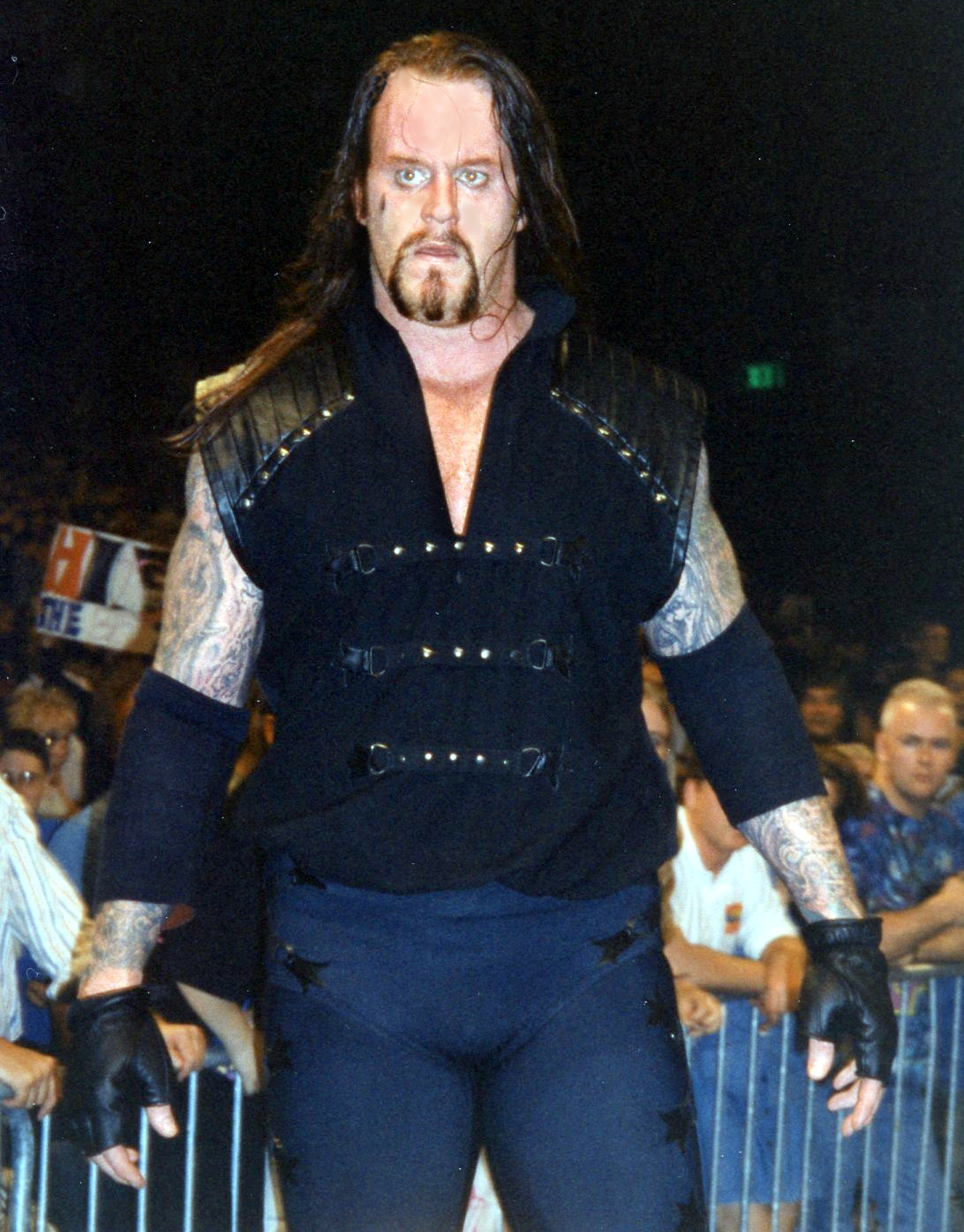
Mark Calaway als The Undertaker in 1997. Calaway nam Bret Hart in bescherming na Montreal Screwjob

Terwijl een groot deel van het publiek in Montreal vrijwel meteen begreep wat er gaande was en boos reageerde, bleven televisiekijkers ontdaan achter. Een geruchtenmolen en uitingen van verrassing en shock doordrongen bijna onmiddellijk na afloop van de wedstrijd het internet. Sommige waarnemers beschouwden het gebeuren als een creatieve, gedurfde zet. Nog andere waarnemers uit het professioneel worstelen speculeerden of de chaos ertoe zou leiden dat de WCW de dominante worstelpromotie zou worden in Canada, daar een meerderheid van de fans jarenlang trouw was gebleven aan de WWF omdat de familie Hart destijds in zee was gegaan met de federatie.
Zoals te zien is in een documentaire over Bret Hart, begaf Hart zich naar de kleedkamers en had een pittige discussie met Shawn Michaels, die zwoer dat hij niets te maken had met wat zojuist had plaatsgevonden. Michaels reageerde verontwaardigd. Vince McMahon sloot zichzelf op in zijn kantoor met onder meer Pat Patterson. Mark Calaway, alias The Undertaker, was woedend op McMahon en beukte de deur van diens kantoor. McMahon kreeg van Calaway te horen dat hij zich moest verontschuldigen bij Hart. In Michaels' autobiografie is te lezen dat Michaels zwijgplicht werd opgelegd door McMahon, omdat McMahon iedereen wilde laten denken dat hij alleen de screwjob orkestreerde, zonder inmenging van anderen. Michaels dreigde er toen mee dat hij de volgende dag de titelriem niet zou dragen tijdens Raw is War en Michaels weigerde ook maar iets negatiefs te zeggen over Hart.

Het was waarschijnlijk de meest ongemakkelijke dag die ik ooit heb gehad in de worstelwereld. Voor die bewuste 9 november was de beslissing al lange tijd genomen, maar niemand wist hoe het zou aflopen tot Bret en ik enkele weken vooraf gingen zitten om de wedstrijd te bespreken. Het kon pas doorgaan vooraleer we beslist hadden dit of dat te gaan doen. En dus was het gewoon een ongemakkelijke dag. Je weet dan dat je je hebt voorbereid, maar dat Bret en de rest van de wereld van niks weet. Het zal gebeuren en jij moet degene zijn die alles orkestreert.
— Shawn Michaels twintig jaar na 'Montreal Screwjob'

Hart ontdekte dat McMahon, Pat Patterson, Gerald Brisco en Sgt. Slaughter zich hadden opgesloten in het kantoor van McMahon (NB: "een kantoor" dat dient als een fictieve ruimte in elke arena waar een WWF/WWE-show doorgaat). Toen McMahon zich bij Hart wilde verantwoorden, wees Hart deze avances ontstemd af. Dit wees er op dat de fictieve wand echt was doorbroken. Er volgde een woordenwisseling, waarbij Hart naar verluidt McMahon enkele rake klappen zou hebben uitgedeeld. Hoewel McMahons zoon Shane en Brisco slaags raakten met Hart en Davey Boy Smith, spoorde Hart hen razend aan te vertrekken of er zouden consequenties volgen. Rick Rude, benevens collega ook een goede vriend van Hart, mengde zich vervolgens in de debatten. Hart vroeg McMahon of hij hem ook nog zou saboteren betreffende het onbetaalde loon dat hij hem verschuldigd was, waarop McMahon ontkennend antwoordde. Hart, emotioneel op toerental, werd finaal weggeleid door zijn broer Owen Hart. Shawn Michaels en Hunter Hearst Helmsley werden later belaagd door boze fans buiten het Molson Centre.

Ja, ik heb Vince McMahon geslagen in de kleedkamer. Vince McMahon bevond zich in de kleedkamer omdat Mark (The Undertaker) daar ook was. En dat is de enige reden die ik kan bedenken. The Undertaker beukte de deur van McMahon na de 'Screwjob'. "Kom naar buiten en verklaar je nader", riep hij. Vince zou naar niemand anders geluisterd hebben. Ik heb Mark nadien een brief geschreven. "Jij moet de stem van de kleedkamer worden nu ik weg ben", schreef ik. Ik voelde me de leider van de kleedkamer en lette steeds op alles en iedereen. Als iemand een probleem had, kon die steeds bij mij terecht. Vince kwam altijd naar mij en zei: "Die jongen heeft een probleem, misschien kan jij hem helpen". Na mijn vertrek heeft The Undertaker mij vervangen.
— Bret Hart in april 2017, over de rol die The Undertaker speelde enkele minuten na de gebeurtenissen van 'Montreal Screwjob'

Bret Hart zou met ingang van deze datum jarenlang niet meer opdagen in de WWF en leefde al die tijd op voet van oorlog met McMahon. Hart worstelde voortaan in de WCW en beëindigde daar in 2000 zijn carrière. Van het begraven van de strijdbijl was toen geen sprake. Hart, Michaels en McMahon streken pas na dertien jaar de plooien glad. Hart beweerde evenwel dat hij genade had voor scheidsrechter Earl Hebner. Tijdens de eerste aflevering van Raw is War na het evenement, in Ottawa, droeg Michaels daadwerkelijk de titelriem en gaf een speech waarin hij publiekelijk opschepte over hoe hij Hart had vernederd in zijn thuisland met zijn eigen submissionbeweging. Veel worstelaars kozen de kant van Bret Hart en keurden het gedrag van McMahon af. McMahon legde zijn versie van de gebeurtenissen uit aan reporter Jim Ross en deed de nu beruchte uitspraak "Vince McMahon heeft Bret Hart niet genaaid. Ik geloof dat Bret Hart ... Bret Hart zelf heeft genaaid.". Shawn Michaels ging de daaropvolgende weken door met het bespotten van Hart en speelde onder andere een sketch uit met een dwerg verkleed als Hart.